# Джоя-Тауро
Джоя-Тауро (итал. Gioia Tauro) — коммуна в Италии, располагается в области Калабрия, подчиняется административному центру метрополийский город Реджо-ди-Калабрия.
Население коммуны, на 01.01.2024 года, составляет 19 236 человек, плотность населения — 509,71 чел./км². Занимает площадь 38 км². 
Почтовый индекс — 89013. Телефонный код — 0966.
Покровителем коммуны почитается святой Ипполит Римский. Праздник ежегодно празднуется 13 августа.
Порт Джоя-Тауро занимает первое место в Италии по грузообороту в двадцатифутовом эквиваленте.